# Jorge Enrique Jiménez Carvajal
Jorge Enrique Jiménez Carvajal (Bucaramanga, 29. ožujka 1942.) kolumbijski je prelat Katoličke Crkve koji je bio nadbiskup Cartagene od 2008. do 2021. godine.
Papa Franjo je 29. svibnja 2022. objavio da će Jiméneza imenovati kardinalom. Imao je privatnu audijenciju kod pape 20. kolovoza. Papa Franjo ga je 27. kolovoza 2022. proglasio svećenikom kardinalom dodijelivši mu crkvu Santa Dorotea.